# Solar Fields
Solar Fields (polgári nevén Magnus Birgersson) svéd zenész, zeneszerző, hangzástervező. Ambient, downtempo, IDM, psytrance műfajokban alkot, és videójátékokhoz is írt zenét. Az egyik legelismertebb és legtermékenyebb pszichedelikus downtempo művész, és nagy szerepet játszott a skandináv ambient zene ismertté tételében.

## Életrajza
Birgersson zenei családban nőtt fel. 1970-ben már zongorázott és szintetizátoron játszott, az 1980-as években pedig számítógép segítségével szerzett zenét. Emellett különféle együttesekben is játszott; volt rockbanda gitárosa, dzsessz-funk zenekar zongoristája, drum and bass társulat billentyűse.
Az 1990-es évek végén megalapította Solar Fields projektjét, mely 2001-ben az újonnan alakult Ultimae Records ambient lemezkiadóval szerződött, és mára klasszikusnak számító nagylemezeivel hamar nemzetközi hírnévre tett szert a pszichedelikus zene berkeiben. Szólóalbumain felül a műfaj olyan óriásaival működött közre, mint a Carbon Based Lifeforms (T.S.R.-ként) és az Aes Dana (H.U.V.A. Network-ként). Az Electronic Arts két videójátékának, a Mirror’s Edge-nek és a Mirror’s Edge: Catalystnak a zenéjét is Solar Fields szerezte. Számai több, mint 60 válogatásalbumon jelentek meg.
Zenéje főleg az ambient és downtempo műfajaiba illeszkedik, de trance stílusokkal is kísérletezett (EarthShine, Random Friday). A hangok világán túllépve, több galériával és múzeummal együttműködve Birgersson vizuális dimenziót is adott műveinek; például a 2004-es sandvikeni Trabekel kiállításon Antonio Sognasoldi művész segítségével olyan berendezést készített, mely a látogatók helyzetének függvényében változtatta a zenét.
2014-ben megalapította Droneform Records kiadóját.

## Diszkográfia

### Stúdióalbumok
- Reflective Frequencies (2001)
- Blue Moon Station (2003)
- Extended (2005)
- Leaving Home (2005)
- EarthShine (2007)
- Movements (2009)
- Altered - Second Movements (2010)
- Origin #01 (2010)
- Until We Meet the Sky (2011)
- Random Friday (2012)
- Origin #02 (2013)
- Ourdom (2018)
- Origin #03 (2019)